# Buibui kankamelos
Buibui kankamelos is een spinnensoort in de taxonomische indeling van de Cyatholipidae.
Het dier behoort tot het geslacht Buibui. De wetenschappelijke naam van de soort werd voor het eerst geldig gepubliceerd in 2001 door Charles E. Griswold.